# Lambda 4S

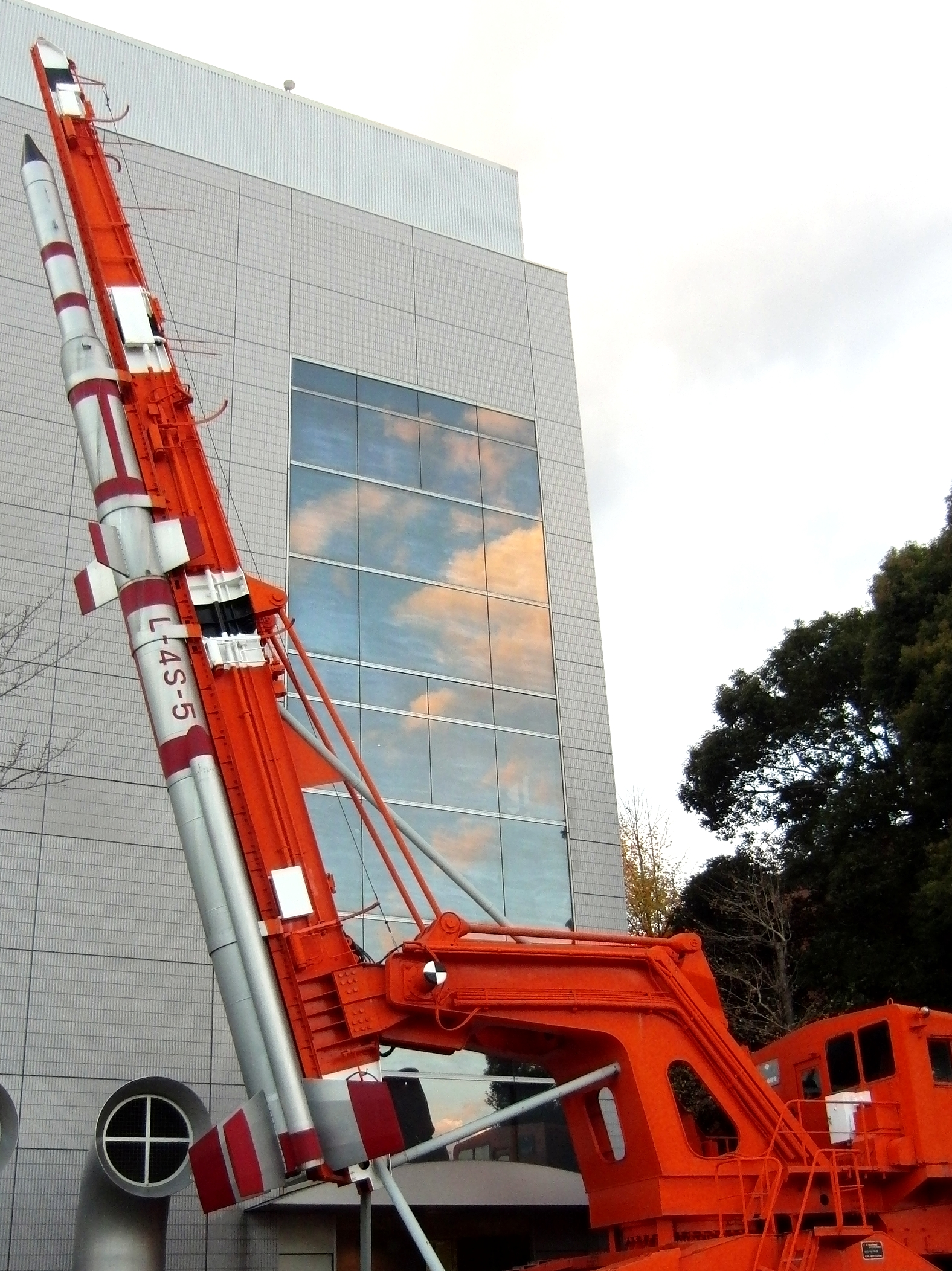
L-4S-5

O Lambda 4S ou L-4S foi um foguete espacial  experimental japonês descartável. Foi produzido pelo Nissan e pelo Institute of Space and Astronautical Science e foi lançado cinco vezes entre 1966 e 1970 com Ōsumi satélites de demonstração tecnológica. Os quatro primeiros lançamentos falharam, no entanto, o quinto, lançado em 11 de fevereiro de 1970, colocou em órbita com sucesso o Ōsumi-5, o primeiro satélite japonês.
Os lambda 4S consistiam de quatro estágios, com dois foguetes aumentando a primeira fase. Os foguetes SB-310 foram usadas como fortificantes, uma L753 como primeira fase. A segunda fase foi um derivado de comprimento reduzido da L753, enquanto que uma L500 foi utilizado como o terceiro estágio. A quarta etapa foi uma L480S. Todas as etapas queimavam combustível sólido.
Os Lambda 4S poderia colocar 26 kg (57 lb) de carga útil em órbita terrestre baixa. Foi lançado a partir do Centro Espacial de Kagoshima. Após a sua aposentadoria em 1970, um foguete de sondagem derivado dele, o Lambda 4SC, voou três vezes. O Mu substituiu o Lambda para lançamentos orbitais.

## Histórico de lançamentos
| Voo | Data                    | Plataforma de lançamento        | Carga   | Resultado | Variante | Notas                                  |
| --- | ----------------------- | ------------------------------- | ------- | --------- | -------- | -------------------------------------- |
| 1   | 26 de setembro de 1966  | Plataforma Ka LP-L de Kagoshima | Ōsumi-1 | Falha     | L-4S     | Primeiro lançamento de um foguete L-4S |
| 2   | 20 de dezembro de 1966  | Plataforma Ka LP-L de Kagoshima | Ōsumi-2 | Falha     | L-4S     |                                        |
| 3   | 13 de abril de 1967     | Plataforma Ka LP-L de Kagoshima | Ōsumi-3 | Falha     | L-4S     |                                        |
| 4   | 22 de setembro de 1969  | Plataforma Ka LP-L de Kagoshima | Ōsumi-4 | Falha     | L-4S     |                                        |
| 5   | 11 de fevereiro de 1970 | Plataforma Ka LP-M de Kagoshima | Ōsumi-5 | Êxito     | L-4S     | Último lançamento de um foguete L-4S   |